# Polykrom

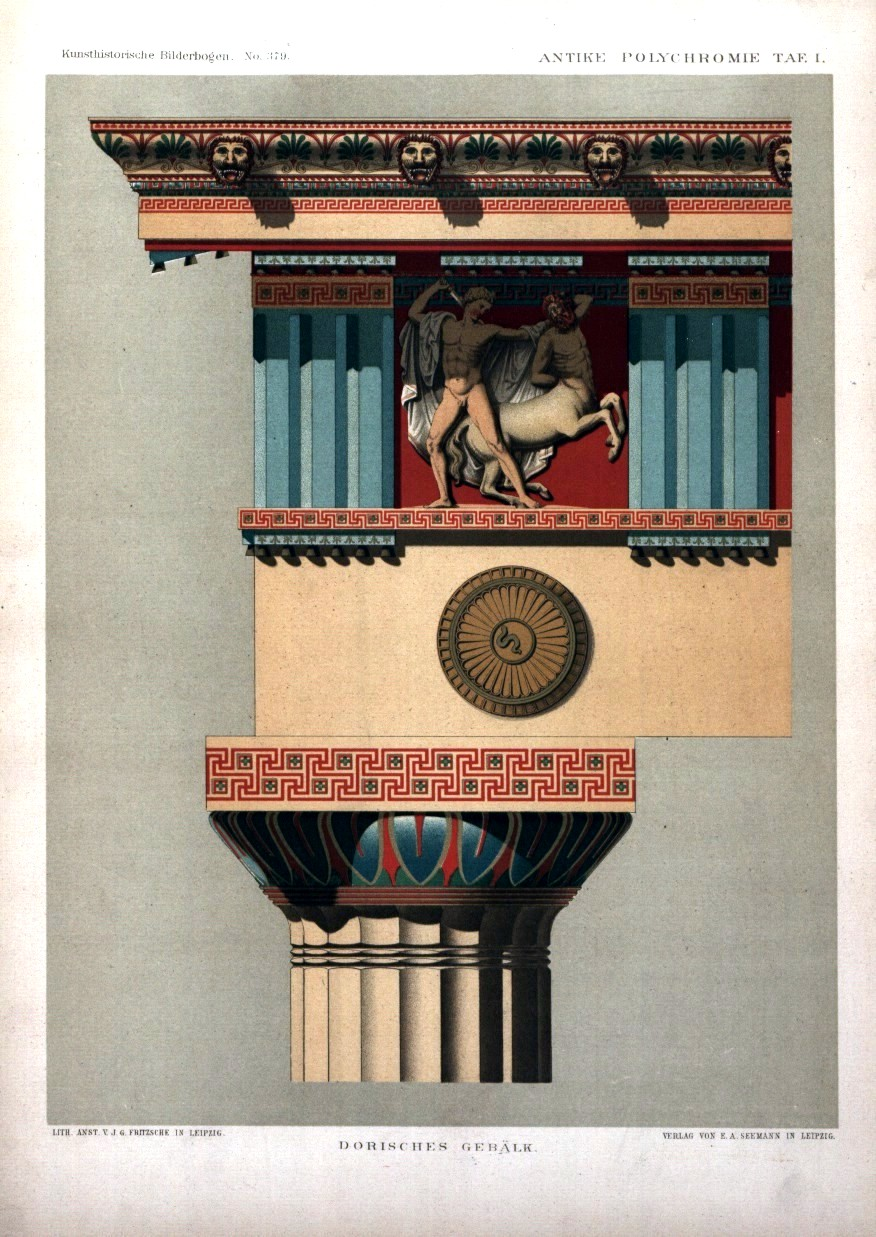
Rekonstruerad polykrom färgsättning på ett doriskt tempel.

Polykrom, "mångfärgad", är en konstvetenskaplig term som används för att betona att till exempel skulpturer och byggnadsdelar är bemålade eller naturligt har många färger. Motsatsen är monokrom, "enfärgad".